# Xoan thư
Xoan thư (danh pháp khoa học: Coelogyne prolifera) là một loài thực vật có hoa trong họ Lan. Loài này được Lindl. mô tả khoa học đầu tiên năm 1830.